# Saint-Jean-d'Angély
Saint-Jean-d'Angély är en stad och kommun i västra Frankrike, belägen i departementet Charente-Maritime i regionen Nouvelle-Aquitaine.

## Läge
Saint-Jean-d'Angély ligger 60 km öster om La Rochelle som är huvudstad i Charente-Maritime.
Staden ligger också 26 km norr om Saintes, 40 km öster om Rochefort och 70 km nordöst om Royan, de tre andra huvudorterna i Charente-Maritime.
Staden ligger 65 km nordost om Marennes.
Floden Boutonne, som är den större högerbifloden till Charente, rinner genom staden. Saint-Jean-d'Angély var en viktig hamnstad vid floden från medeltid till 1800-talet.

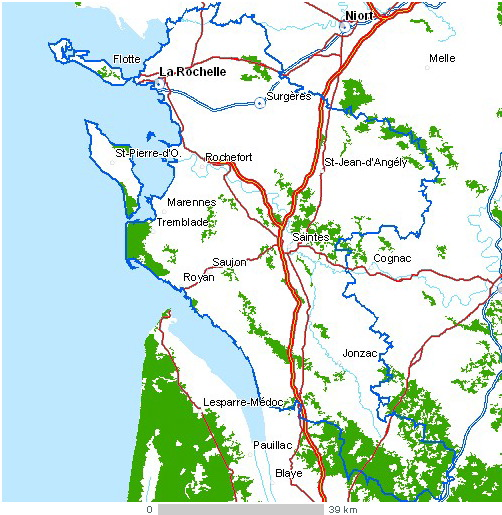
Karta över det franska departementet Charente-Maritime. Saint-Jean-d'Angély ligger öst om La Rochelle.

## Befolkning
Saint-Jean-d'Angély är den sjätte största staden i Charente-Maritime med omkring 7 500 invånare.
Dess invånare kallas på franska Angériennes (f) och Angériens (m).

## Befolkningsutveckling
Antalet invånare i kommunen Saint-Jean-d'Angély
| Referens: INSEE |

## Näringsliv
Det är en viktig handelsplats med flera köpcentrum och många butiker och affärer.
Det är också en historisk ort och turistort med ett intressant museum.

## Bilder på Saint-Jean-d'Angély

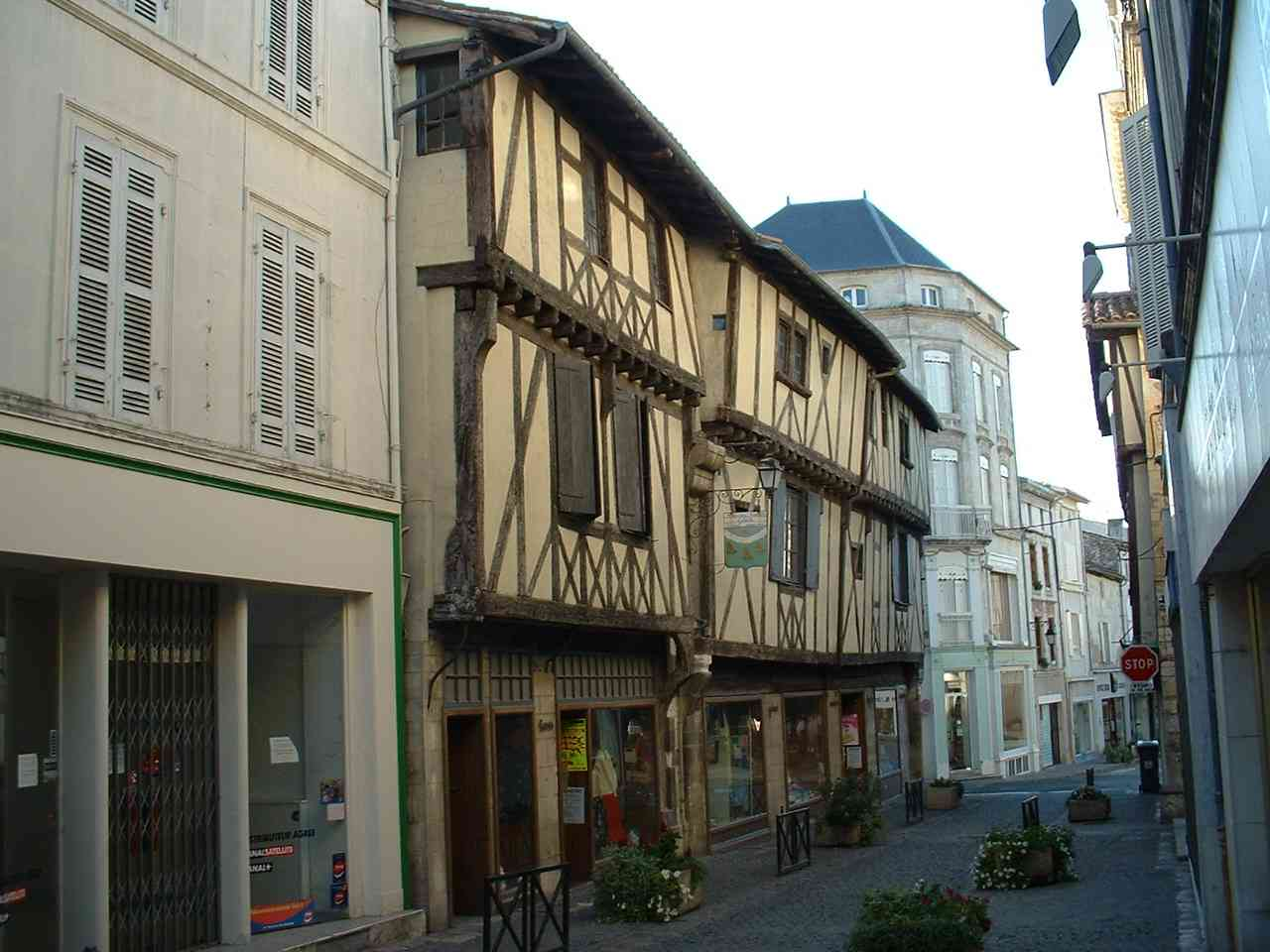
Gamla stan.
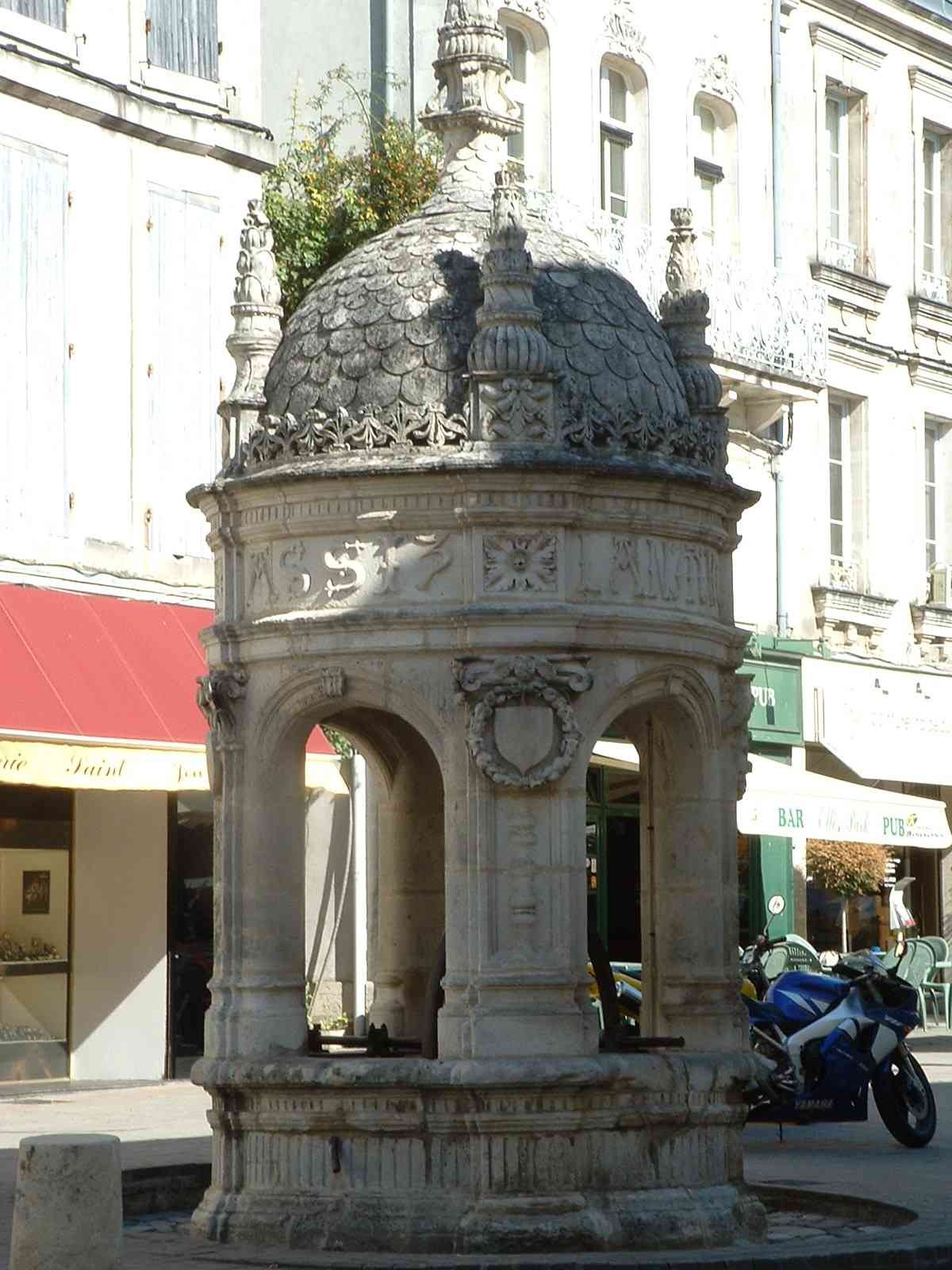
En fontän i gamla stan.
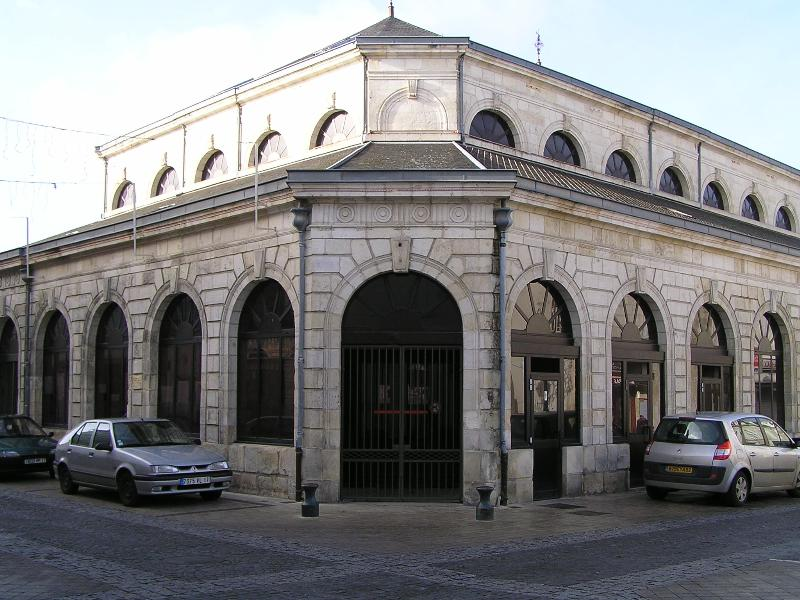
Saint-Jean-d'Angélys saluhall byggd på 1880-talet.
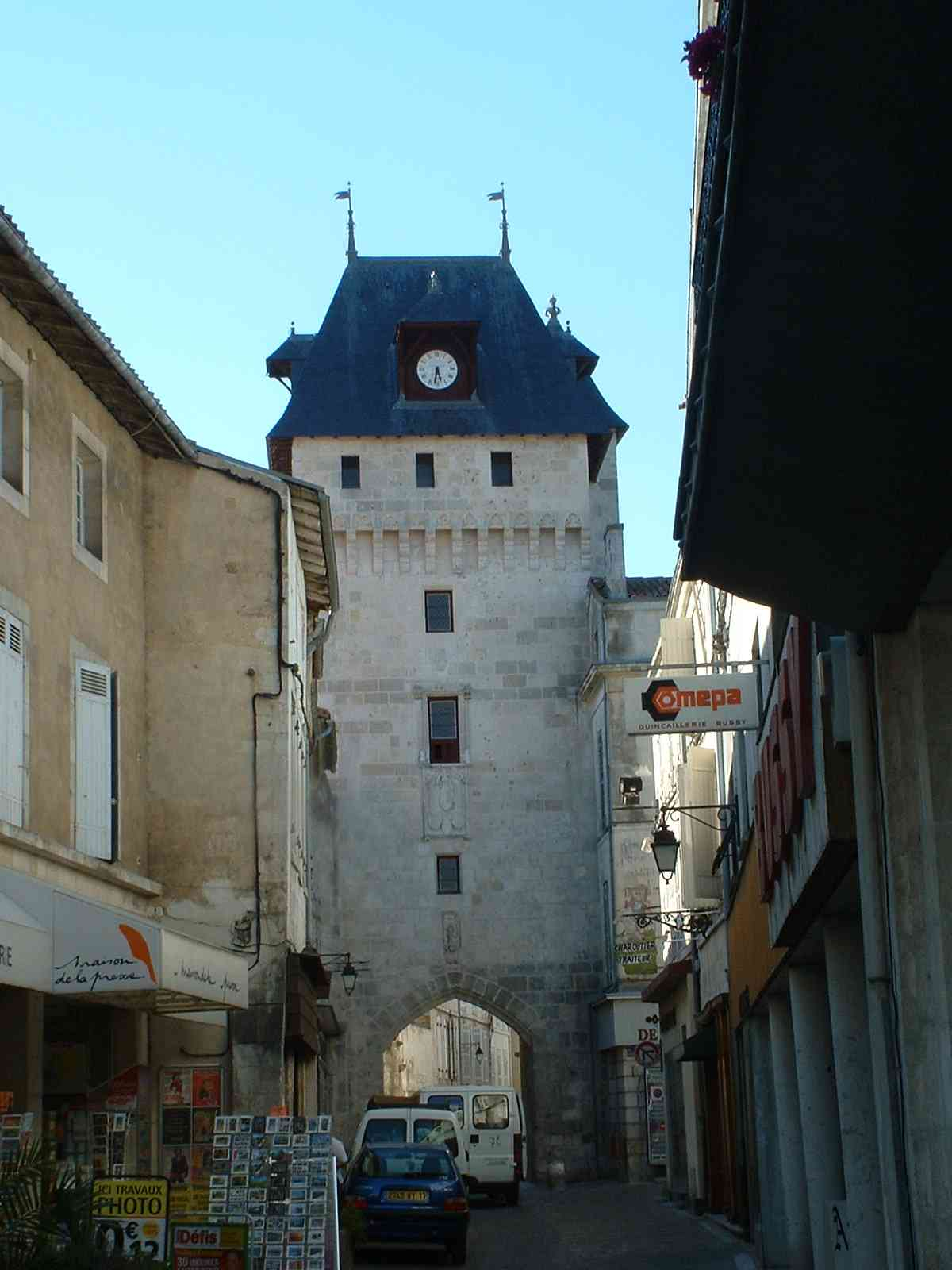
Saint-Jean-d'Angélys stadstorn.